# Most na rijeci Kwai
Most na rijeci Kwai (eng. The Bridge on the River Kwai) je ratni film  Davida Leana iz 1957. temeljen na romanu  francuskog pisca Pierrea Boullea. Film je fikcija, ali kao okruženje koristi povijesno građenje  burmanske željeznice 1942. i 1943. U glavnim ulogama nastupili su Alec Guinness, Sessue Hayakawa, Jack Hawkins i William Holden.

## Radnja
Dva ratna zarobljenika zakopavaju leš u groblju japanskog zarobljeničkog logora tijekom  Drugog svjetskog rata u južnoj  Burmi. Jedan od njih, zapovjednik američke mornarice Shears (William Holden), rutinski podmićuje čuvare kako bi izbjegao teški rad. Stiže veliki kontigent britanskih zarobljenika, marširajući i drsko fućkajući Colonel Bogey March, pod vodstvom pukovnika Nicholsona (Alec Guinness).
Zapovjednik logora, pukovnik Saito (Sessue Hayakawa), im se obraća informirajući ih o svojim pravilima. Inzistira da svi zatvorenici, bez obzira na čin, rade na gradnji mosta preko rijeke Kwai koji će biti dio željeznice koja će povezati cijelu Burmu.
Sljedećeg jutra Saito naređuje svima da rade, a Nicholson naređuje svojim časnicima da stanu. Ističe kako Ženevske konvencije kažu da su zarobljeni časnici izuzeti od manualnog rada. Saito se razbjesni i udari Nicholsona u lice, ali ovaj se odbija pokoriti, čak i nakon što je Saito izvadio strojnicu. Saita od njegove namjere odvraća bojnik Clipton (James Donald), medicinski časnik; umjesto toga, japanski zapovjednik ostavlja Nicholsona i njegove časnike da stoje na neizdrživoj vrućini. Kako dan prolazi, jedan od njih pada u nesvijest, ali Nicholson i ostali ostaju stajati i kad se ljudi počinju vraćati s posla. Nakon što je pukovnik Nicholson pretučen u Saitovom stožeru, britanski časnici poslani su u kavez za kaznu, a Nicholson u samicu.
Nakon što Clipton zatraži da vidi časnike, Saito pristaje pod uvjetom da Clipton nagovori Nicholsona da se predomisli. No, Nicholson se odbija maknuti s mjesta, rekavši "ako se sada predamo, nikad neće biti kraja." U međuvremenu, konstrukcija pada daleko poslije roka, djelomično zbog mnogih "nesreća" koje su organizirali Britanci.
Saito ima rok; ako ga ne ispuni, dobro će se osramotiti te će morati počiniti seppuku. Zato nevoljko odlučuje pustiti Nicholsona, rekavši mu da je proglasio "amnestiju" kako bi obilježio obljetnicu velike japanske pobjede u  Rusko-japanskom ratu, koristeći to kao izliku da oslobodi časnike rada. Po izlasku, Nicholson i njegovi časnici ponosno prolaze kroz bučni prijem. Saito se u privatnosti slama i počne plakati.
Nakon što se fizički oporavio od kazne, ali ipak mentalno slomljen, Nicholson odlazi u inspekciju i biva šokiran nakon što je shvatio kako na gradilištu vlada neorganizacija, zabušancija i izravna sabotaža. Odlučuje sagraditi bolji most od Japanaca. Naređuje satniku Reevesu (Peter Williams) i bojniku Hughesu (John Boxer) da smisle dizajn za prikladan most, unatoč vojnoj važnosti koji on ima za Japance. Želi se dokazati pred onima koji su ga zarobili i držati svoje ljude zaposlene.
U međuvremenu trojica muškaraca, među kojima je i Shears, pokušavaju pobjeći. Dvojica su ubijena, a Shears je pogođen. Pada u rijeku gdje ga odnosi struja. Nakon nekoliko dana u džungli, naleti na tajlandsko selo čiji mu stanovnici pomažu da se oporavi. Shears je poslan u britansku bolnicu u Colombo, na  Šri Lanki. Tijekom oporavka se udvara zgodnoj medicinskoj sestri.
Bojnik Warden (Jack Hawkins), član britanskih specijalnih postrojbi, pokuša stupiti u kontakt s njim. Priopćava Shearsu da vodi malu grupu komandosa na misiju u kojoj bi trebali uništiti most na rijeci Kwai. Zamoli Shearsa da se dobrovoljno priključi jer poznaje područje. Shears odbija, konačno priznavši da on uopće nije zapovjednik Shears, nego obični mornarički regrut. Shears počinje pričati kako su on i zapovjednik mornarice preživjeli potapanje njihova broda, ali je zapovjednika kasnije ubila japanska patrola. "Shears" je zamijenio identifikacijske pločice s mrtvim časnikom, nadajući se da će tako doći do komfornijeg tretmana u zarobljeništvu. Nije uspjelo, ali tada nije imao izbora pa se nastavio lažno predstavljati. Warden mu kaže kako su to već znali. Kako bi izbjegla loš publicitet, američka mornarica je sretna posuditi ga britanskoj. Warden mu ponudi pogodbu u zamjenu za njegove usluge, a na misiji će mu biti dat ekvivalentan čin bojnika te će izbjeći kaznu. Shears se nevoljko "dobrovoljno" priključuje.
U logoru, Clipton zbunjeno gleda kako Nicholson luđački tjera svoje ljude da dovrše projekt do roka. Ironično, čak dobrovoljno prijavljuje svoje podređene časnike kako bi pomogli na fizičkom radu. Kako su japanski inženjeri izabrali loše gradilište, originalni most je napušten, a 400 metara nizvodno počinje gradnja novog.
U međuvremenu, komandosi se spuštaju padobranima. Jedan pogiba zbog lošeg slijetanja. Ostali nastavljaju prema rijeci, uz pomoć domorotkinja nosačica i njihova seoskog glavešine, Yaija. Dok se u logoru slavi dovršetak mosta, Shears i poručnik Joyce (Geoffrey Horne) pod okriljem noći postavljaju eksploziv. Sljedećeg dana bi preko mosta trebao proći vlak s japanskim vojnicima i važnim službenicima. Warden ih želi dići u zrak.
Kako pada noć, Nicholson ponosno korača po mostu. Tijekom posljednje inspekcije, razina vode je opala i otkrila žice koje povezuju eksploziv, a u daljini se začuje nadolazeći vlak. Nicholson i Saito požuruju nizvodno i počnu vući žice koje vode do Joycea. Nakon što su došli preblizu, Joyce izlazi iz zaklona i izbode Saita do smrti. Nicholson poviče po pomoć i pokuša spriječiti komandosa (koji si ne može dopustiti da ubije Nicholsona) da se dokopa detonatora. Počinje obračun; Yai je ubijen. Nakon što Joyce biva pogođen, Shears prepliva rijeku kako bi dovršio zadatak, ali ga ubijaju prije nego što je stigao do pukovnika.
Prepoznavši Shearsa, Nicholson konačno dolazi k sebi i uzvikne, "Što sam to učinio?". Smrtno ranjen, spotakne se o detonator i padne na njega, točno u vrijeme kad preko mosta prelazi vlak koji pada u rijeku.
Nakon dovršetka njegove misije, Warden uz pomoć nosača otetura natrag u džunglu. Clipton, koji je svjedočio krvoproliću, promrmlja, "Ludilo! ... Ludilo!".

## Povijesna utemeljenost
Priča je temeljena na gradnji jednog od željezničkih mostova preko rijeke Mae Klong 1943. na mjestu zvanom Tamarkan, pet kilometara od tajlandskog grada Kanchanaburija. Bio je to dio projekta povezivanja postojećih tajlandskih i  burmanskih željezničkih linija kako bi se stvorila ruta od Bangkoka, Tajlanda do Rangoona, Burma (danas Mianmar), kako bi se olakšala japanska okupacija Burme. Oko sto tisuća prisilno unovačenih azijskih radnika i 12 tisuća ratnih zarobljenika je umrlo na cijelom projektu.
Iako su patnje izazvane gradnjom burmanske željeznice i njezinih mostova istina, događaji iz filma su većinom fikcija. Stvarni  saveznički glavni časnik na mostu je bio potpukovnik Philip Toosey. Neki smatraju kako je film uvredljiva parodija Tooseyja. U BBC-jevoj seriji Timewatch, bivši ratni zarobljenik u logoru je rekao da je malo vjerojatno da bi čovjek kao što je izmišljeni Nicholson mogao doći do čina potpukovnika; a sve i da jest, drugi bi ga zarobljenici "tiho eliminirali". Julie Summers u svojoj knjizi The Colonel of Tamarkan piše da je Pierre Boulle, koji je bio ratni zarobljenik na Tajlandu, stvorio fikcionalni lik Nicholsona kao mješavinu svojih uspomena o francuskim časnicima kolaboracionistima.
Toosey se dosta razlikovao od Nicholsona i sigurno nije bio kolaboracionist koji se osjećao obveznim surađivati s Japancima. Toosey je činio sve kako bi odgodio gradnju mosta što je dulje moguće. Gdje god je Nicholson osuđivao sabotažu i druge pokušaje odgađanja građenja, Toosey je to poticao: bili su skupljani bijeli mravi kako bi pojeli drvnu građu, a beton je bio slabo pomiješan.
Uništenje mosta u filmu je potpuno izmišljeno. Zapravo, sagrađena su dva mosta: privremeni drveni most, a nekoliko mjeseci kasnije i stalni čelično-betonski most. Oba mosta su korištena dvije godine, sve dok nisu uništeni u savezničkom bombardiranju. Čelični most je popravljen te je u uporabi i danas.

## Produkcija

### Scenarij
Scenaristi Carl Foreman i Michael Wilson bili su na crnoj listi pa su mogli raditi samo potajno. Potpis na filmu je dobio Pierre Boulle (koji nije govorio engleski), koji je na kraju i osvojio Oscar. Akademija je tek 1984. ispravila nepravdu i retroaktivno dodijelila nagradu Foremanu i Wilsonu, obojici postumno. Negdje u isto vrijeme film je ponovno objavljen s njihovim imenima na špici.
Sessue Hayakawa je navodno izrezao svoju kopiju scenarija kako bi sadržavala njegove vlastite rečenice; unatoč tome, nije znao da će njegov lik poginuti na kraju filma.

### Snimanje
Nekoliko redatelja je kandidiralo za ovaj projekt, među njima i John Ford, William Wyler, Howard Hawks, Fred Zinnemann i Orson Welles. Producent Sam Spiegel kasnije je rekao da je David Lean, tada praktički nepoznat izvan  Velike Britanije, izabran "u nedostatku ičeg drugog".
Lean se umalo utopio kad ga je odnijela riječna struja tijekom stanke u snimanju; život mu je spasio Geoffrey Horne.
Film je bio međunarodna koprodukcija između britanskih i američkih kompanija. Radnjom je smješten u  Burmu, ali je većinom sniman blizu Kitulgale, na  Šri Lanki, s nekoliko scena snimljenih u  Engleskoj.
Eksplozija mosta trebala se snimati 10. ožujka 1957. uz prisutnost Solomona Bandaranaikea, tadašnjeg premijera Šri Lanke, i nekoliko članova vlade. Međutim, kamerman Freddy Ford nije mogao na vrijeme pobjeći od eksplozije pa je Lean zaustavio snimanje. Vlak je udario u generator na drugoj strani mosta te se oštetio. Popravljen je do sljedećeg jutra kad je dignut u zrak, s Bandaranaikom i njegovim ljudima u neposrednoj blizini.

### Glazba
Nezaboravna sastavnica filma je melodija koju zvižde ratni zarobljenici - Colonel Bogey March kad ulaze u logor. Pjesmu je 1914. napisao Kenneth Alford. Dodana joj je melodija Malcolma Arnolda (poznata kao The River Kwai March) koju je svirao orkestar preuzimajući je od zviždača. Mitch Miller ostvario je hit snimivši obje koračnice. Arnold je za svoj glazbeni broj osvojio Oscara.
- The Colonel Bogey March MIDI file  Arhivirana inačica izvorne stranice od 16. svibnja 2016. (Wayback Machine)

## Glumci
- William Holden - Shears, zapovjednik američke mornarice. Shearsa je trebao glumiti Cary Grant, ali je bio nedostupan.
- Alec Guinness - Potpukovnik Nicholson. Za razliku od popularnog uvjerenja, Guiness je bio Spiegelov prvi izbor za ulogu (ako ne Davida Leana), ali ju je prvotno odbio jer mu se nije svidjela i jer je mislio kako je Boulleov roman anti-britanski. Uloga je nakon toga ponuđena  Charlesu Laughtonu,  Jamesu Masonu,  Ralphu Richardsonu,  Normanu Woolandu,  Noelu Cowardu i  Anthonyju Quayleu. Guiness se predomislio zbog svog prijatelja Jacka Hawkinsa koji je dobio ulogu bojnika Wardena.
- Jack Hawkins - Bojnik Warden, zapovjednik britanskih komandosa.
- Sessue Hayakawa - Pukovnik Saito, zapovjednik zarobljeničkog logora.
- James Donald - Bojnik Clipton, medicinski časnik.
- Geoffrey Horne - Poručnik Joyce.
- André Morell - Pukovnik Green.
- Peter Williams - Satnik Reeves.
- John Boxer - Bojnik Hughes.
- Percy Herbert - Vojnik Grogan.
- Harold Goodwin - Vojnik Baker.
- Ann Sears - medicinska sestra u bolnici u Ceylonu gdje se Sears oporavlja.
- Heihachiro Okawa - Satnik Kanematsu.
- Keiichiro Katsumoto - Poručnik Miura.
- M.R.B. Chakrabandhu - Yai.

## Nagrade

### Oscari
| Nagrada                      | Osoba                                       |
| Najbolji redatelj            | David Lean                                  |
| Najbolji glumac              | Alec Guinness                               |
| Najbolja fotografija         | Jack Hildyard                               |
| Najbolji film                | Sam Spiegel                                 |
| Najbolja montaža             | Peter Taylor                                |
| Najbolja glazba              | Malcolm Arnold                              |
| Najbolji adaptirani scenarij | Carl Foreman* Michael Wilson* Pierre Boulle |
| Nominiran:                   |                                             |
| Najbolji sporedni glumac     | Sessue Hayakawa                             |

(* - Nagrađeni postumno 1984.)

### Ostale nagrade
- Nagrada BAFTA za najbolji film
- Zlatni globus za najbolji film – drama
- Nagrada Udruženja njujorških filmskih kritičara za najbolji film
- Nagrada Udruženja američkih redatelja za najbolju režiju (David Lean, pomoćnici: Gus Agosti i Ted Sturgis)
- Zlatni globus za najbolju režiju  (David Lean)
- Nagrada Udruženja njujorških filmskih kritičara za najbolju režiju (David Lean)
- Zlatni globus za najboljeg glumcau drami (Alec Guinness)
- Nagrada Udruženja njujorških filmskih kritičara za najboljeg glumca (Alec Guinness)

### Ostale nominacije
- Zlatni globus za najboljeg sporednog glumca (Sessue Hayakawa)
- Grammy za najbolji soundtrack album (Malcolm Arnold)

## Vanjske poveznice
- Most na rijeci Kwai u internetskoj bazi filmova IMDb-a